# Феличе Корникола
Феличе Корникола (на италиански: Felice Cornicola, на латински: Felix Cornicula) е политик на Венеция, hypatus (византийски консул) през 738 – 739 г. и magister militum.